# Riksdagen 1616
Riksdagen 1616[källa behövs] ägde rum i Helsingfors.
Ständerna sammanträdde den 22 januari 1616. 
Mötet var första gången samtliga Finlands ständer deltog och kan därför ses som Finlands första lantdag. Lantdagen beslutade om en landtåggärd som gällde hela riket. 
Lantdagen avslutades den 3 februari 1616.